# 風魔
風魔（ふうま）是以風魔小太郎為首的相州忍者，足柄山中的忍者集團。仕於後北條氏，與受僱於各大名的伊賀者、甲賀者戰鬥，在幕後支持早雲至氏直的北條五代之隆盛。
小田原之役之後，北條氏滅亡，德川家康取得天下後，轉身成為盜賊在江戶引起騷動。遭風魔黨對立的甲州流透破頭領高坂甚内密報，家康懸賞逮捕五代目・風魔小太郎，之後處刑。風魔一族自此滅亡。另一說，無法忍受風魔一族墮落的族人向家康密告，而引起反亂，因此五代目被德川囚禁。
由於欠缺可信的傳世文獻，風魔忍者在歷史上的實際情況並不清楚，因此誕生了許多傳說流傳後世，成了小說、電影、漫畫和動畫的主題。也經常在忍者故事中登場。

## 關連作品
- 風魔小次郎
- 隱王
- 太妹刑事III 少女忍法帖傳奇
- 笑傲曇天
- 劇場版 假面騎士EX-AID True・Ending

## 關連項目
- 風魔小太郎
- 二曲輪豬助